# Andreas Holck
 Der er for få eller ingen kildehenvisninger i denne artikel, hvilket er et problem. Du kan hjælpe ved at angive troværdige kilder til de påstande, som fremføres i artiklen.

Andreas Ulrik Oxholm Holck (født 29. maj 1844 i Kalundborg, død 9. februar 1907 i Ordrup) var en dansk redaktør, logestormester og politiker. Søn af købmand Johan Georg Harald Holck og hustru Margrethe Elisabeth f. Oxholm. Gift første gang i USA med Mary Elisabeth Adams (2. oktober 1846 -28. juli 1897) med hvem han fik to børn: John og Maggie. Han giftede sig anden gang i 1899, i Ordrup med Margrethe Benzen (8. januar 1865 – 1. september 1953).
Holck var udset til at overtage faderens købmandsforretning i Odder og var uddannet her og hos en købmand i Randers. Men i stedet besluttede han i 1866 som 22-årig at rejse til USA for at prøve lykken. Han fik en svær start, men efterhånden fik han held med sine forehavender og fik derudover en lang række idéer ud af sit 8-årige USA-ophold, som han siden bragte med hjem til Danmark.

## Odd Fellow Ordenen
I USA stiftede han bekendtskab med Odd Fellow Ordenen, som han blev optaget i i 1867. Han var meget engageret i samværet i ordenen og i de principper, som den hvilede på. Han blev også frimurer i USA, men denne orden fangede aldrig hans interesse i samme grad.
Holck tilsluttede sig i USA også metodistkirken og vendte i 1877 hjem til Danmark for at blive menighedsforstander for det metodistiske samfund her. Kort tid efter læste han en kundgørelse om, at man søgte efter danske Odd Fellows for at stifte en Odd Fellowloge i København, og han meldte sig straks som deltager og blev ved loge nr. 1 Danmarks stiftelse d. 30. juni 1878 enstemmigt valgt som hammerførende mester (Overmester).
Holck blev valgt til Distriktsdeputeret Stormester for Danmark 1. januar 1883, og 21. april 1884 valgtes han enstemmigt som de danske Odd Fellow-logers første stormester. Han fungerede i dette embede, indtil han i 1889 trak sig tilbage på grund af svigtende helbred. I sin tid som stormester var han meget engageret i at grundlægge Odd Fellow-loger i en lang række danske byer.
Odd Fellow Loge nr. 9 Andreas Holck bærer hans navn, den blev oprettet i 1883 som Andreas logen, da loger ikke måtte bære nulevende navne. Navnet blev ændret ved hans død.

## Ugens Nyheder
En anden vigtig inspiration fra opholdet i USA blev ugebladet "Ugens Nyheder, et Folkeblad for Kristendom, Nyhed og Oplysning", som Holck grundlagde i 1881. Det udkom ugentligt og opnåede stor popularitet, bl.a. fordi dets indhold var mere moderne og nyskabende end nogle af de øvrige ugeblade, som fandtes på det danske marked. Bladets udbredelse blev desuden hjulpet på vej af, at en del af overskuddet fra bladet gik til et legat for landpostbude, som derfor var meget interesserede i at hjælpe til med at sælge bladet.
Ugens Nyheder udkom frem til 1941.

## Medlem af Folketinget
Andreas Holck var også medlem af Folketinget for Venstre 1881-87 (hvor han ikke genopstillede), valgt i Sønder Vingekredsen (Viborg Amts 4. valgkreds). Sammen med en række andre politikere var Holck desuden i en periode aktiv i Dansk Fredsforening, en pacifistisk præget forening oprindelig stiftet af Frederik Bajer, som bl.a. også havde Niels Neergaard, Thorvald Stauning, C.Th. Zahle og P. Munch som medlemmer.

## Arktisk Station
Under et foredrag af Grønlandsforskeren Knud Rasmussen, som handlede om "Den litterære ekspedition" på Grønland i 1903-04, blev Andreas Holck så begejstret, at han tilbød Knud Rasmussen en sum penge til en ny ekspedition. Rasmussen afslog imidlertid tilbuddet, men overtalte til gengæld Holck til at støtte forskeren Morten P. Porsild, som ønskede at opbygge en arktisk forskningsstation på Grønland. Holck gik ind på tanken, og i kraft af hans tilskud (som udgjorde 35.000 kr. samt yderligere 5.000 kr. som en slags ekstra underskudsgaranti) kunne Porsild i 1906 bygge Arktisk Station, verdens første arktiske forskningsstation (i dag en del af Københavns Universitet).

## Legater og æresbevisninger
Andreas Holck har stiftet en række legater:
- Holck's legat. Til døvstumme.
- Holcks legat for landpostbude
- Holcks legat. Til epileptiske børn og unge

Holck blev 1892 udnævnt af Kongen til justitsråd og 1893 til Ridder af Dannebrog.